# Nullarbor Plain

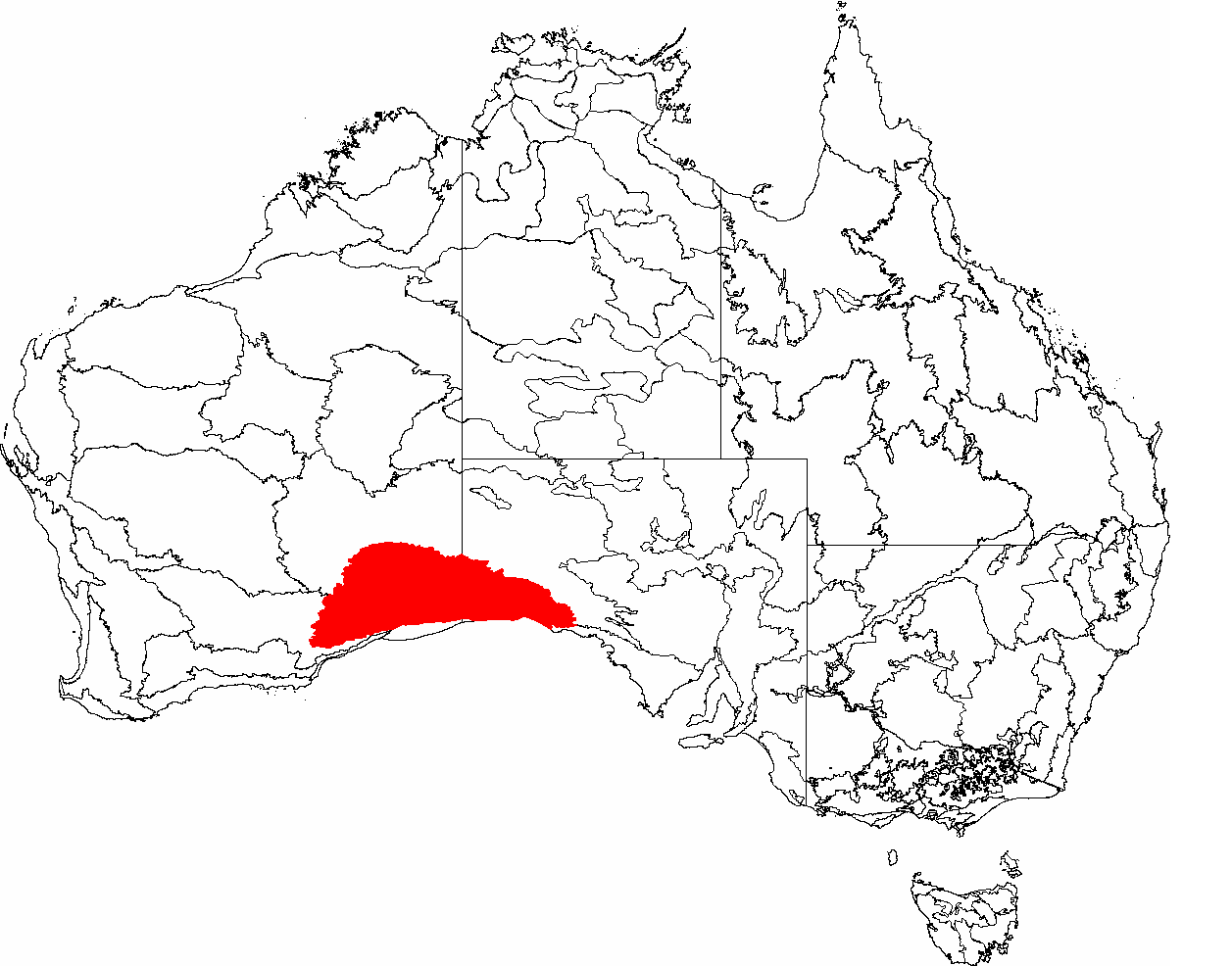
Localizzazione del Nullarbor Plain

Il Nullarbor Plain è una regione arida o semi-arida, quasi totalmente priva di alberi, dell'Australia centro meridionale. La parola Nullarbor deriva dal latino nulla (femminile di nullus, "nessuno") arbor ("albero"), e si pronuncia "null-uh-bore" (IPA: / ˈ n ʌ l ə b ɔ r /). Si estende su una superficie di circa 200 000 km². Nel punto più ampio misura circa 1100 km da est a ovest. La regione è compresa tra gli Stati dell'Australia Meridionale e l'Australia Occidentale.